# Bagh Nakh

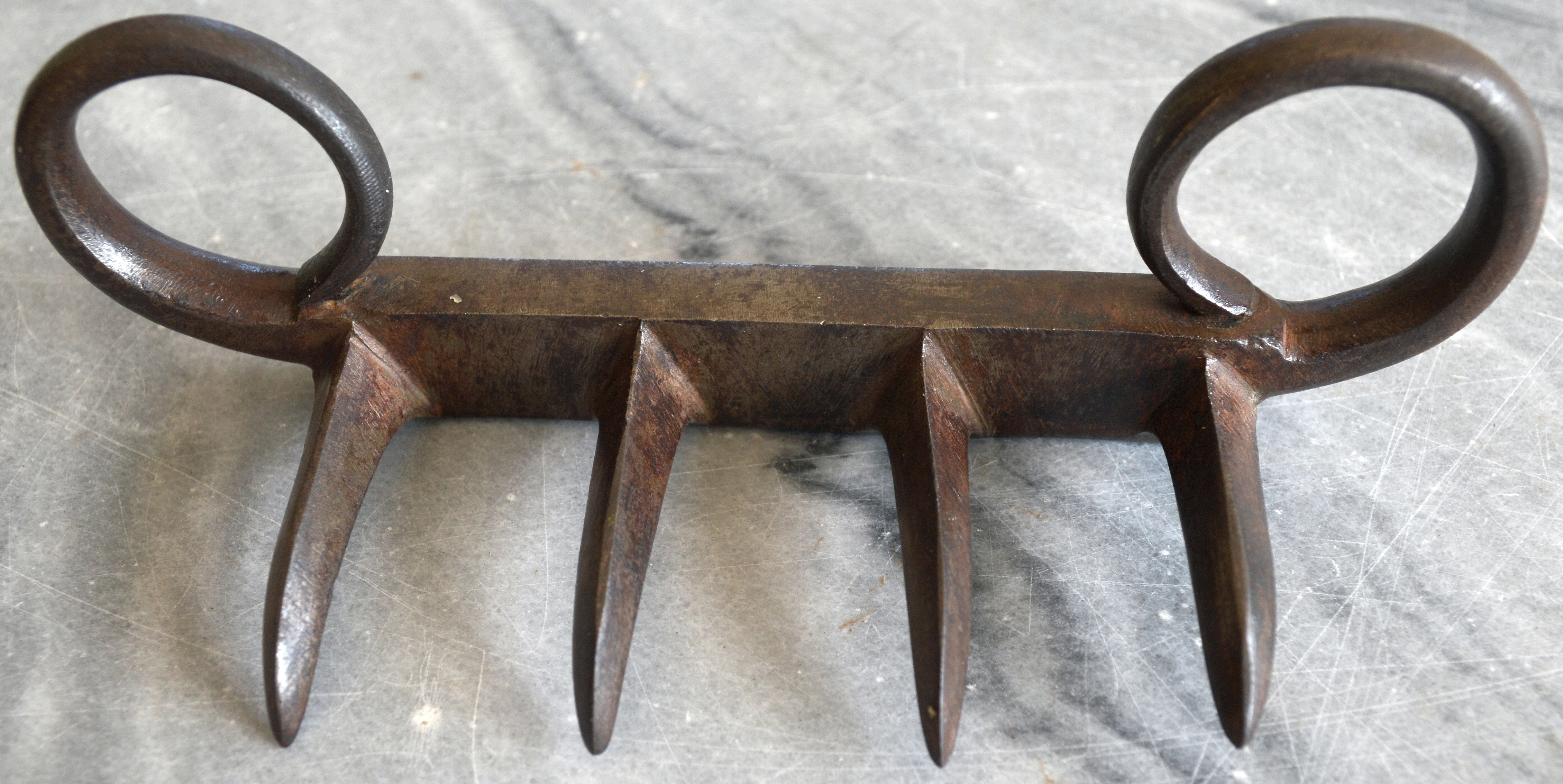
Bagh Nakh

Il Bagh Nakh (o Bag'hnak, Nahar-nuk, Waghnakh, Wagnuk, Wahar-nuk termine Indù per "artigli di tigre" बाघ नख) è un'arma bianca indiana.
Quest'arma è ideata per essere portata sopra le nocche o nascosta nel palmo, come un tirapugni o un Neko-Te (tirapugni a spunzoni giapponese), ma a differenza di questi, è solitamente formato da cinque o sei sbarrette di metallo, generalmente acciaio, attaccate ad una sbarra o guanto, ed è stata progettata per simulare un attacco da parte di un animale selvatico, ed allo stesso momento creare gravi danni a pelle e tessuto muscolare
L'arma fu sviluppata in India, principalmente per l'autodifesa, ma non è certo quando fu progettata. Il primo utilizzo certo è da parte del primo imperatore Maratha, Shivaji. Usò una variante Bich'hwa bag'hnak, per uccidere il generale Afzal Khan, un Sardar (sultano) di Bijapur.

## Varianti
Esistono vari tipi di Bagh Nakh, per esempio il modello in cui gli "artigli" sono fissati a due piastre incernierate, piuttosto che una, con un extra anello e artiglio per il pollice. I primi Bagh Nakh non utilizzavano anelli per fissarlo alle dita, ma piuttosto dei buchi circolari erano fatti attraverso la piastra centrale. Molti tipi includevano una lama o spunzone ad una estremità, cioè i Bich'hwa bag'hnak.

## Nella cultura di massa
- Nel film Il patto dei lupi i banditi portano degli artigli metallici simili.
- In Vampiri: la masquerade, un gioco di ruolo di White Wolf, Inc., il Bagh Nakh è una delle armi preferite dal clan Assamiti, dove è detto, erroneamente, che l'arma nacque dal culto Thug.
- Armi simili al Bagh Nakh sono spesso rappresentati in videogiochi, inclusi Final Fantasy, nella serie Street Fighter, Runescape, Castlevania: Portrait of Ruin, Age of Empires III: Age of Discovery, Shining Soul 2, Seiken Densetsu 3, Dynasty Warriors, Disgaea 2: Cursed Memories e Star Ocean: The Second Story.
- Il personaggio Ken Hidaka nell'anime Weiss Kreuz usa un paio di Bagh Nakh come arma principale.
- Nel popolare MMORPG Ragnarok Online, un'arma da pugno chiamata "Waghnak" assomiglia ad un tirapugni con quattro lame ricurve e due buchi alle due estremità (notare la simiglianza del nome).
- Il personaggio di Street Fighter Vega ha un Bagh Nakh come arma primaria.
- Il personaggio della serie X-Men Wolverine ha delle "unghie" retrattili che escono dalle nocche.